# Sister Christian
Sister Christian is een nummer van de Amerikaanse hardrockband Night Ranger uit 1984. Het is de tweede single van hun tweede studioalbum Midnight Madness.
Het nummer is een power ballad, geschreven en ingezongen door Night Ranger-drummer Kelly Keagy. Keagy schreef het voor zijn 10 jaar jongere zusje Christy. Hij was verbaasd over hoe snel zijn zusje, die in haar tienerjaren zat, opgroeide. Het nummer zou daarom in de eerste instantie dan ook "Sister Christy" heten, maar de band koos uiteindelijk voor de titel "Sister Christian", omdat ze dat beter passend vonden, ook omdat bassist Jack Blades steeds dacht dat Keagy aldoor "Christian" zong in plaats van "Christy". Het nummer werd een grote hit in Amerika, met een 5e positie in de Billboard Hot 100. Hoewel het nummer in Nederland geen hitlijsten bereikte, geniet het er wel enige bekendheid.